# Tom Bialaszewski
Tom Bialaszewski (Nueva York, Estados Unidos, 5 de enero de 1982) es un entrenador estadounidense de baloncesto.

## Trayectoria como entrenador
Bialaszewski comenzó a entrenar en 2005 como analista de video de los Cleveland Cavaliers. Desde 2007 a 2009, ocupó el cargo de asistente de coordinación de videos de los Sacramento Kings. 
Más tarde, desde 2009 a 2011, trabajó como Director de scouting y asistente de entrenador en los Reno Bighorns en la NBA G League. 
Regresó a la NBA en 2012, inicialmente como coordinador de vídeos de Los Angeles Lakers y después como asistente. 
Durante las siguientes tres temporadas, fue nombrado director técnico de la NBA Academy en Australia.
El 4 de septiembre de 2019, se convierte en entrenador asistente de Ettore Messina en el Olimpia Milano, en el que trabaja durante tres temporadas. 
El 28 de julio de 2023, firmó con el Pallacanestro Varese de la Lega Basket Serie A.